# (279) Туле
(279) Туле (др.-греч. Θούλη) — крупный астероид внешней части главного пояса, который принадлежит к довольно редкому спектральному классу D.

## История открытия
Астероид был открыт 25 октября 1888 года австрийским астрономом Иоганном Пализой в венской обсерватории, расположенной близ города Вены и назван в честь Туле, легендарного острова на севере Европы, описанного греческим путешественником Пифеем. Это был первый обнаруженный астероид с большой полуосью более 4 а. е.

## Орбитальные характеристики
Орбита данного астероида довольно необычна, она расположена во внешней части главного пояса на расстоянии 4,27 а. е. от Солнца в зоне орбитального резонанса с Юпитером 3:4. К тому же, в отличие от астероидов семейства Хильды, эксцентриситет которых довольно типичен для астероидов Главного пояса, астероид Туле движется почти по идеально круговой орбите с эксцентриситетом всего 0,00928, что гораздо ниже, чем даже у самого Юпитера, так что его расстояние от Солнца меняется крайне незначительно, примерно от 633,237 млн км в перигелии до 645,100 млн км в афелии.
Некоторые астрономы полагают, что нынешняя орбита Туле является естественным результатом воздействия Юпитера на тела, обращающиеся на точно таком же расстоянии от Солнца, что и Туле. Таким же образом (хотя и с обратным эффектом) возникли люки Кирквуда во внутренних частях пояса астероидов. То есть возможно, что резонанс, который удерживает Туле на орбите с малым эксцентриситетом, приводит к выбросу с орбиты других небольших тел, чьё расстояние от Солнца лишь немного отличается от орбиты Туле.
Она была первым открытым объектом, принадлежащим к динамической группе Туле, в которой по состоянию на 2008 год известно три объекта: 279 Туле, (186024) 2001 QG207 и (185290) 2006 UB219.

## Физические характеристики
Диаметр астероида довольно большой — 126,59 км. Его поверхность обладает очень низким альбедо, равным 0,0669 и богата органическими безводными силикатами и простейшими углеродными соединениями, что объясняется его принадлежностью к астероидам класса D. Сочетание крупных размеров и небольшой отражательной способности дают абсолютную звёздную величину астероида 8,75m, а его видимая звёздная величина и того меньше.
Период вращения вокруг своей оси составляет чуть больше 11 часов и 54 минут.